# Козел звичайний
Козел звичайний, або безоа́ровий (Capra hircus, раніше Capra aegagrus, або Capra hircus aegagrus) — вид роду Козел (Capra). Дикі форми цього виду козлів — предки свійських кіз.

## Про видову назву
Нерідко цей вид козлів на противагу свійським козам називають «дикими козами», як і сарн та козиць. Назва «безоаровий» пов'язана з виявленням у цих тварин специфічних для багатьох копитних кулястих скам'янілостей у кишці, які мають назву безоар, або безоаровий камінь (також:  [Архівовано 4 Березня 2016 у Wayback Machine.]).
Окрім того, вид раніше був знаний як «Capra bezoartica Linnaeus, 1766» (дослівно «козел безоартовий») з синонімом «Capra aegagrus Erxleben, 1777» (дослівно «егейський» (?)), і ця остання назва стосувалася кількох різних видів; також назва «bezoartica» є непридатною для використання (nomen oblitum). Тепер вважається, що форми aegagrus, cretica, jourensis та picta є підвидами of C. hircus [Архівовано 24 Червня 2011 у Wayback Machine.].

## Морфологія
Козли цього виду досягають довжини тіла від 1,2 до 1,6 м, хвіст завдовжки від 15 до 20 см. Висота в плечах становить від 70 см до 1 м, а вага — від 25 до 95 кг. Його статура кремезна, кінцівки сильні, копита широкі. Самці мають сріблясто-білу шерсть в зимовий час, нижня сторона і частини морди — чорно-коричневі. Уздовж спини тягнеться чорна смуга, ще одна проходить в області плеча від спини до грудей. До літа шерсть стає коротшою, її основне забарвлення рудим. Цілий рік самиці пофарбовані в жовтувато-коричневі кольори, виявляють, однак, також темну смугу на спині.
Обидва статі мають роги, які однак значно більші у самців. У самиць роги злегка зігнуті, завдовжки від 20 до 30 см і відносно тонкі. Роги у самців довгі — до 1,3 м, шаблевидно загнуті назад, з рубцем і горбками на передньому краї.

## Поширення

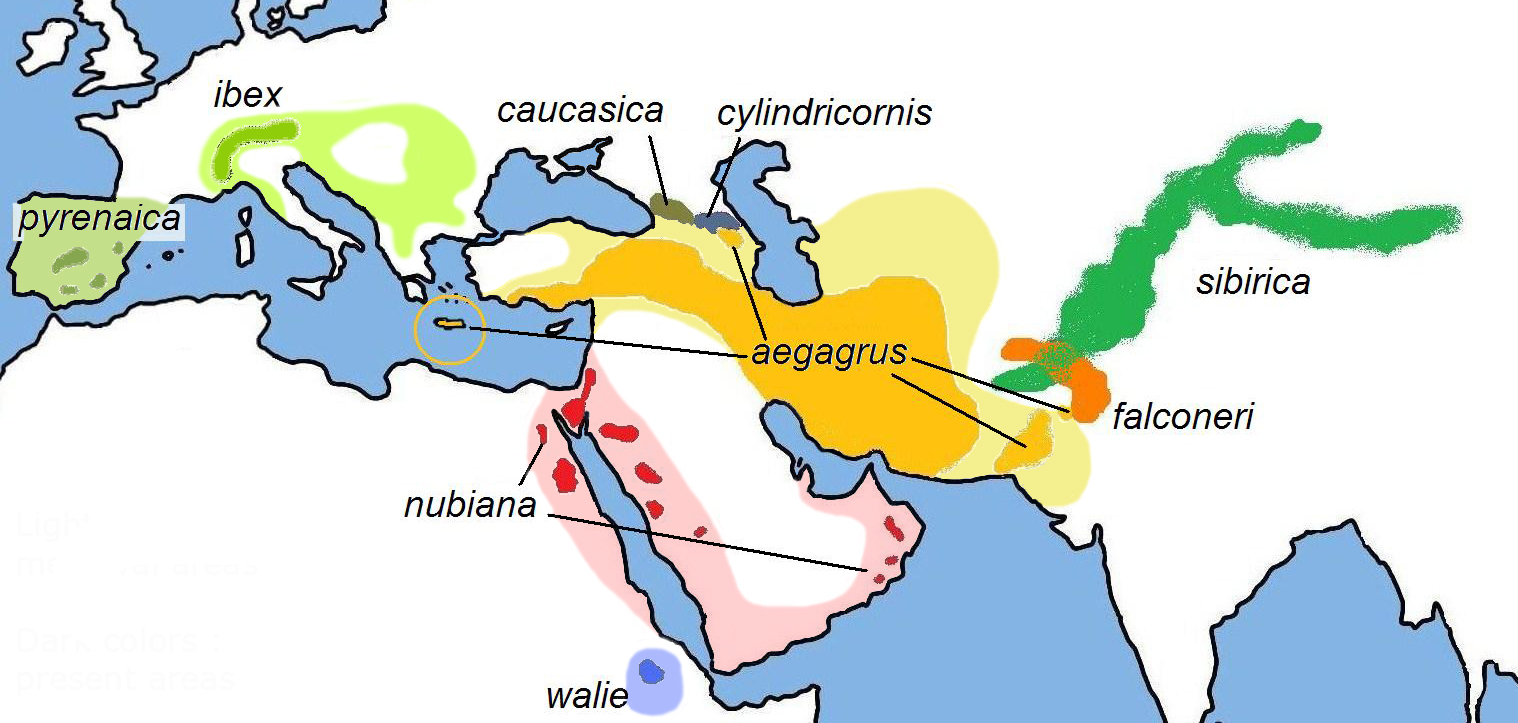
Поширення диких форм козла звичайного (жовтим кольором, позначено як «aegagrus») та суміжних видів роду Козел

Поширений в Пакистані, Афганістані, Ірані, Малій Азії, на острові Крит та на деяких інших островах Грецького архіпелагу, Дагестані, Азербайджані, Вірменії, Туркменістані. Початкова область поширення диких форм охоплювала частини Західної Азії і тяглася від Анатолії через Кавказ до Афганістану і Пакистану.
Популяції в Омані і на кількох грецьких островах можливо пішли від здичавілих тварин.
Козли мешкають у ряді характерних життєвих просторів, в тому числі гірських місцевостях до 4 200 м над рівнем моря, але також і в пустельних регіонах і лісистих областях.

## Поведінка
Активні головним чином у сутінках і вирушають на пошуки їжі рано вранці і під вечір. У жарку пору року вони відпочивають протягом всього дня і активізуються лише вночі. Влітку кози піднімаються до снігової зони, взимку спускаються до лісової; живляться трав'янистою і чагарниковою рослинністю.
Живуть у невеликих стадах, які налічують у середньому від 5 до 25 особин в залежності від сфери проживання та регіону. Самиці і підростаюче покоління живуть цілий рік в таких групах і віддаляються від них ненадовго тільки для народження потомства. Самці проводять велику частину року в холостяцьких групах, що складаються з 4-5 тварин. У межах цих груп вони засновують ієрархію. Під час спарювання самці приєднуються до груп самиць і досить жорстоко борються з іншими самцями за привілей спарювання.
Парування проходить в залежності від регіону — між серпнем і груднем, і після 5-місячної вагітності самиця народжує (між січнем і травнем) 1-2 дитинчат. Вони важать при народженні приблизно 2 кг і встають на ноги вже протягом першої доби. Через 4-5 місяців вони відвикають від молока матері, залишаються, однак, аж до наступного шлюбного сезону або наступних пологів біля матері. Самиці народжують перше потомство у віці трьох років.
Козли — суто травоїдні тварини.

## Систематика

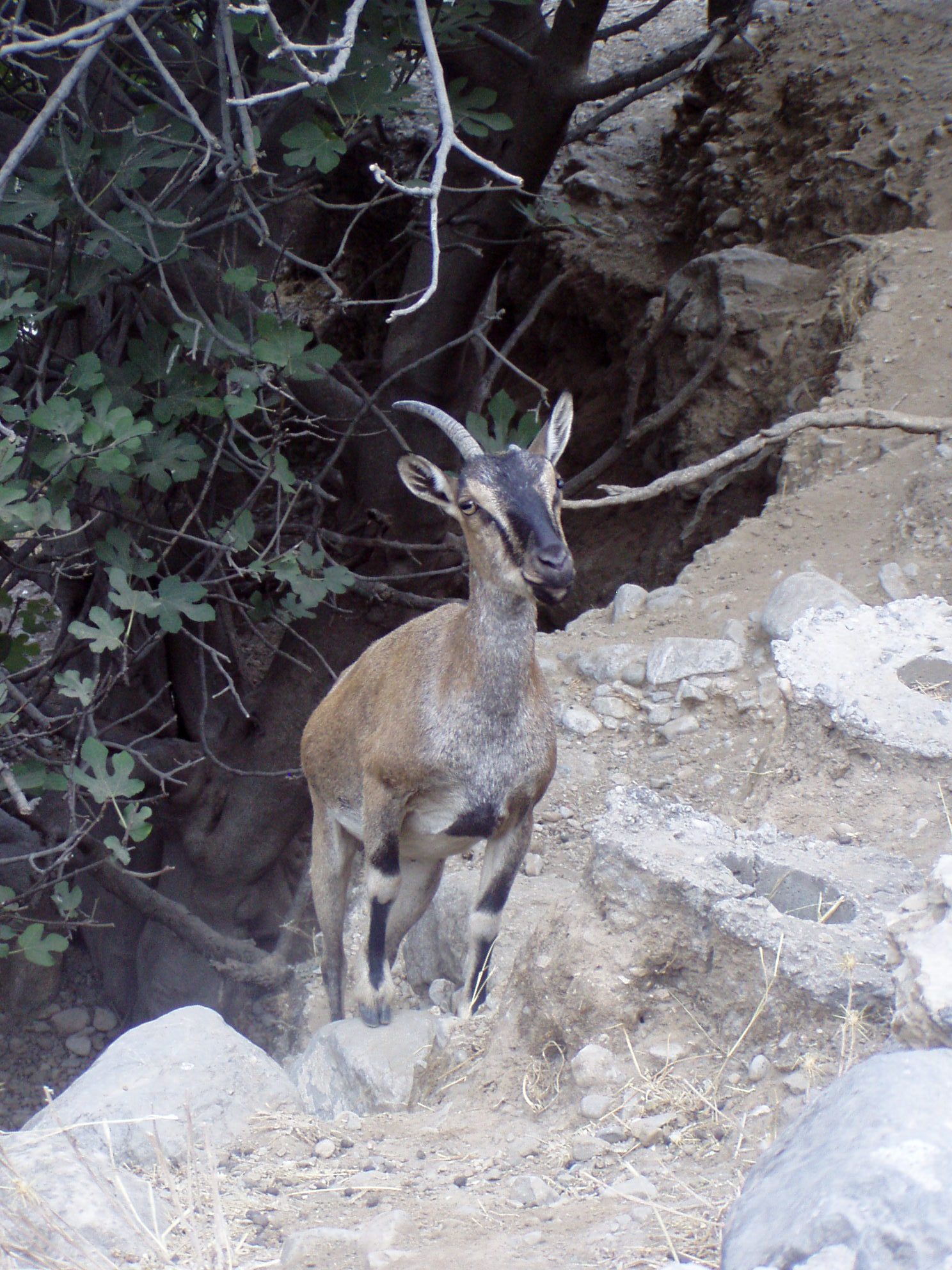
Критський козел вважається окремим підвидом козла звичайного, але ймовірно походить від здичавілих домашніх кіз

Спочатку домашня коза (як Capra hircus) і «безоаровий» козел (як Capra aegagrus) описувалися як два різні види. Згідно з роз'ясненням Міжнародного кодексу зоологічної номенклатури об'єднують в один вид під ім'ям aegagrus. Вілсон і Рідер у монографії «Види ссавців світу» (2005) подають вид під назвою Capra hircus і розрізняють шість його підвидів:
- козел звичайний свійський, або свійська коза (Capra hircus hircus) — одомашнена форма, поширена в усьому світі форма козла звичайного.
- Козел звичайний кавказький, або бородатий (C. h. aegagrus) — поширений від Туреччини до Афганістану.
- Козел звичайний чілтанский (C. h. chialtanensis) — мешкає в Пакистані. Має статус критично загроженого виду, залишилося лише 500 особин. Цей підвид, можливо, є гібридною формою між безоаровим і гвинторогим козлами.
- Козел звичайний критський, крі-крі (C. h. cretica) — живе на острові Крит і суміжних островах.
- C. h. jourensis — зустрічається на Північних Спорадах.
- C. h. picta — мешкає на Кікладському острові Андімілос.

Статус останніх трьох підвидів, що зустрічаються тільки на островах Греції, залишається дискусійним. Згідно з новими дослідженнями, в тому числі генетичними, ці популяції є, найімовірніше, давно здичавілими домашніми козами. Спірними є ще два підвиди: C. a. blythi і C. a. turcmenica.

## Козли і людина
Козли були одомашнені на ранньому етапі історії. Встановлено, що люди тримали домашніх кіз (саме цього виду) вже близько 6000 року до н. е. Згідно з новими археологічними знахідками в Ірані, процес доместикації завершився ще двома тисячами років раніше. Звідти домашні кози поширилися в усьому світі. У Європі ніколи не існувало диких кіз, тому всі європейські кози походять від азійських предків.

## Статус диких популяцій
Цей вид козлів (дикі популяції) знаходиться під загрозою. Причинами є браконьєрство (незаконне полювання) і витіснення диких козлів з їхнього середовища існування людьми і домашніми тваринами.
МСОП нині надає цьому виду козлів (диким популяціям) статус «уразливий» (vulnerable).